# Свириденко, Олег Михайлович
Олег Михайлович Свириденко (род. 29 июля 1962, д. Потаповка Буда-Кошелёвского района Гомельской области, БССР) — российский юрист, заместитель министра юстиции России с 6 августа 2020 года. Заместитель Председателя Верховного суда Российской Федерации — председатель Судебной коллегии по экономическим спорам Верховного суда Российской Федерации (6 августа 2014 — 5 августа 2020). Действительный государственный советник Российской Федерации 1 класса (2023).
За поддержку российской войны против Украины,  нарушения прав человека и преследование В.В.Кара-Мурзы под санкциями Евросоюза и ряда других стран.

## Биография
Окончил юридический факультет МГУ им. М. В. Ломоносова в 1989 году.
По получении высшего образования до 1992 года работал на различных юридических должностях, в том числе в органах прокуратуры.
С 1992 по 2011 годы — судья Арбитражного суда города Москвы, при этом с 2002 по 2005 гг. — заместитель председателя, а с 2005 г. — председатель этого суда.
В 1996—2004 гг. состоял членом Высшей квалификационной коллегии судей (ВККС).
С 2011 по 2014 годы — председатель Федерального арбитражного суда Центрального округа. При нём состоялся переезд этого судебного органа из Брянска в Калугу.
Постановлением Совета Федерации от 18 июня 2014 года № 230-СФ назначен на должность председателя Судебной коллегии по экономическим спорам Верховного суда РФ, образованной при слиянии Верховного и Высшего Арбитражного судов Российской Федерации. Приступил к исполнению своих полномочий на этом посту 6 августа 2014 года.
В 2014—2020 гг. был членом Президиума Верховного суда РФ, сопредседателем Научно-консультативного совета при Верховном Суде РФ.
В соответствии с действующим законодательством полномочия О. М. Свириденко на посту главы Судебной коллегии по экономическим спорам Верховного суда истекали 6 августа 2020 года. Несмотря на то, что кандидатура Свириденко для назначения на второй срок была поддержана Высшей квалификационной коллегии судей, идея его переназначения не получила поддержки со стороны Совета судей и Верховного суда РФ. В итоге, Комиссия при Президенте РФ по предварительному рассмотрению кандидатур на должности судей федеральных судов не поддержала его кандидатуру. В Совет Федерации для назначения на эту должность была представлена кандидатура Ирины Подносовой, которая и была назначена Постановлением верхней палаты от 24 июля 2020 г. № 312-СФ. Сам Олег Свириденко подал в отставку, которая была принята на заседании ВККС 17 июля 2020 г.: его полномочия в занимаемой должности прекращены с 5 августа 2020 года.
6 августа 2020 г. президентским указом О. М. Свириденко назначен на пост заместителя министра юстиции России. В минюст курирует так называемых «иностранных агентов».
Доктор юридических наук. В 2010 году защитил диссертацию на соискание данной учёной степени по теме «Концепция несостоятельности (банкротства) в Российской Федерации: методология и реализация». По утверждению основателя сетевого проекта «Диссернет» Андрея Заякина, в диссертации Олега Свириденко содержалось 13 заимствований без ссылок на источники. Однако диссертационный совет Московского государственного юридического университета им. Кутафина, рассмотрев заявление активистов «Диссернета», пришёл к выводу, что заимствования, имеющиеся в работе Свириденко, не касаются научных выводов и, в основном, излагают общедоступные сведения, не влияющие на ценность работы.
Имеет высший квалификационный класс судьи.

## Оценки
- ...работа Свириденко с первых же дней получает удивительно противоречивые отзывы в прессе и в профессиональной среде. Сложно найти другую такую фигуру, которая была бы практически лишена нейтральных оценок. Свириденко описывают либо в приторно-комплиментарных тонах, либо с помощью скандально-компрометирующих слухов[11].

## Собственность
По данными издания «Агентство» бывшая жена Свириденко Наталья Полуйчик владеет в России имуществом почти на 500 млн рублей, а во Франции — почти на 800 тыс. евро.

## Семья
Был женат на танцовщице Наталье Полуйчик. Ныне преподаёт в Школе танцев Романа Ковгана. Развелись в 1990-х. По мнению издания «Агентство», развод был фиктивным, так как после него у «бывших супругов» в 2003 и 2005 году родились двое детей (они носят отчество Олегович и Олеговна), а Полуйчик выкладывала в соцсетях фото с «бывшим мужем» и снимки, на которых она подписана как Наталья Свириденко.

## Награды
- Благодарность Президента Российской Федерации (18 июля 2024) — за заслуги в укреплении законности, защите прав и интересов граждан, многолетнюю добросовестную работу[13]
- Орден Александра Невского (2022)[14]
- Медаль Столыпина П. А. (2023)[15]
- Медаль «За заслуги перед судебной системой Российской Федерации II степени» (2012)[16]
- Заслуженный юрист Российской Федерации (2010) — за заслуги в укреплении законности, защите прав и законных интересов организаций и граждан, многолетнюю добросовестную работу[17].

## Санкции
В июле 2022 года, из-за вторжения России на Украину и законодательство об иноагентах в РФ, попал под персональные санкции Великобритании.
С 19 августа 2022 года включён в санкционный список Канады «элит и ближайших соратников режима» как «соучастник агрессии российского режима против Украины».
С 19 октября 2022 года находится в санкционном списке Украины за «реализацию государственной политики России, которая подрывает или угрожает территориальной целостности, суверенитету и независимости Украины».
3 марта 2023 года, в соответствии с законом Магнитского, включен в санкционный список США как причастный к уголовному преследованию Владимира Кара-Мурзы. По данным Минфина США, Олег Свириденко курирует уголовное дело Кара-Мурзы.
5 июня 2023 года попал под санкции стран Евросоюза, в связи с приговором Владимиру Кара-Мурзе, за серьезные нарушения прав человека. Евросоюз отмечает что Свириденко курирует департаменты которые отвечают за исполнение законодательства об иностранных агентах, ставшим элементом «репрессивных законов, направленных на подавление независимого гражданского общества, СМИ, а также инакомыслящих лиц, нарушая их свободу мнения и выражения. В результате сотни НПО и частных лиц, многие видные деятели российского гражданского общества и политических оппонентов Кремля, включая Владимира Кара-Мурзу, были включены в список иностранных агентов».
7 декабря 2023 года включён в санкционный список Австралии за причастность к незаконному и политически мотивированному уголовному преследованию Кара-Мурзы